# 1997 NQ2
1997 NQ2 är en asteroid i huvudbältet som upptäcktes den 6 juli 1997 av Farra d'Isonzo-observatoriet i Farra d'Isonzo.
Asteroiden har en diameter på ungefär 13 kilometer.